# Ivan Sorokine
Ivan Sorokine est un commandant dans l'armée soviétique, né le 4 décembre 1884 à Petropavlovskaïa et décédé le 27 octobre 1918 à Stavropol.

## Biographie
Sorokine est né le 4 décembre 1884 à Petropavlovskaïa. Il est le fils d'un riche cosaque du Kouban.
Il combat durant la Première Guerre mondiale, il devient officier en 1915.  
Il était commandant durant la guerre Guerre civile russe durant la bataille de Première campagne du Kouban et la Seconde campagne du Kouban.
Le 3 août 1918, Sorokine, soutenu par Joseph Staline et Kliment Vorochilov, fut nommé, commandant en chef des forces rouges du nord du Caucase. et le 3 octobre, commandant en chef de la 11e armée soviétique.
Mais Sorokine n'était pas stratège et il y avait des gens illégalement arrêtés et fusillés dans la République soviétique du Caucase du Nord. En octobre 1918, lors d'une dispute à propos de la stratégie il tire sur le leader bolchévique de la république du Caucase du nord et le 21 octobre 1918, il tente un coup d'État à Piatigorsk. Mais personne ne l'a soutenu, et lorsque du Comité exécutif central et le Conseil Révolutionnaire Militaire de la République, les dirigeants ont tenté de mettre fin à ses agissements. Le IIe Congrès des Soviets du Caucase du Nord, qui a été convoqué d'urgence, a déclaré Sorokine un hors la loi le 27 octobre 1918. Il a été arrêté à Stavropol le 30 octobre et a été fusillé pour trahison par un commandant avant le procès.